# Finnlandschwedisch

Lage der finnischen ein- und zweisprachigen Gemeinden (2016).

Finnlandschwedisch (schwedisch finlandssvenska, finnisch suomenruotsi) ist eine Bezeichnung für das in Finnland gesprochene Schwedisch. Schwedisch ist neben Finnisch die zweite Amtssprache in Finnland. Als Muttersprache gesprochen wird Schwedisch von 265.000 Menschen auf dem finnischen Festland, den sogenannten Finnlandschweden, sowie 25.000 Einwohnern der autonomen Provinz Åland (insgesamt 5,5 % der Bevölkerung). Die finnlandschwedische Hochsprache unterscheidet sich vor allem in der Aussprache und in Teilen des Wortschatzes von dem in Schweden gesprochenen Reichsschwedischen, in der Schriftsprache aber nur geringfügig. Das alltäglich gesprochene Finnlandschwedische zerfällt in mehrere, teils stark voneinander abweichende Dialekte. Der åländische Dialekt steht den in Schweden gesprochenen Mundarten in vielen Hinsichten näher als denen des finnischen Festlandes.

## Hintergrund
Finnland war ab dem Mittelalter bis 1809 der östlichste Teil des schwedischen Reiches. Bis in die Mitte des 19. Jahrhunderts war Schwedisch deshalb die alleinige Sprache der Jurisdiktion, der Verwaltung und der Gymnasien und Universitäten in Finnland (so ist beispielsweise die Nationalhymne Finnlands ursprünglich auf Schwedisch verfasst worden).
1892 wurde Finnisch zweite Amtssprache und gewann einen Status, der mit dem des Schwedischen vergleichbar war.
Bis zur Unabhängigkeit Finnlands von Russland im Jahre 1917 nahm die Bedeutung des Finnischen gegenüber dem Schwedischen weiter zu. Seitdem ist Finnisch in der Gesellschaft vorherrschend, die finnische Verfassung von 1919 definiert aber sowohl Finnisch als auch Schwedisch als Amtssprachen Finnlands. Regierungsangestellte müssen in beiden Sprachen kommunizieren können; jeder hat das Recht, wahlweise auf Finnisch oder Schwedisch mit staatlichen Behörden zu kommunizieren oder Zeugenaussagen zu machen.
Nachdem die Zahl der Schwedischsprechenden jahrelang gesunken ist, steigt sie in den letzten Jahren wieder an. Die meisten Kinder aus zweisprachigen Familien werden jetzt wieder schwedisch erzogen. Finnisch ist zwar die Hauptsprache geworden; offiziell ist Finnland aber weiterhin ein zweisprachiges Land, in dem Finnisch und Schwedisch die gleichen Rechte genießen (eine Ausnahme bildet das autonome Åland, welches einsprachig Schwedisch ist).
Von manchen finnischsprechenden Schülern wird das in der Schule obligatorisch zu lernende Schwedisch oft abfällig als Pakkoruotsi (finn. „Zwangs-Schwedisch“) bezeichnet.

## Zweisprachigkeit
Die finnischen Gemeinden sind entweder rein finnischsprachig, rein schwedischsprachig oder zweisprachig. Zumindest letztere haben sowohl einen finnischen als auch einen schwedischen Namen.
Laut finnischem Sprachengesetz (Kielilaki / Språklag, Kap. 1, § 5) vom 6. Juni 2003 soll der zuständige Minister festlegen, „dass eine Gemeinde zweisprachig ist, wenn die Gemeinde sowohl finnischsprachige als auch schwedischsprachige Einwohner hat und die Minderheit mindestens acht Prozent der Bevölkerung oder 3000 Einwohner ausmacht. Der Minister soll festlegen, dass eine Gemeinde einsprachig ist, wenn die Minderheit aus weniger als 3000 Einwohnern besteht und ihr Anteil unter sechs Prozent gesunken ist. Falls der Gemeinderat es so fordert, kann der Minister per Verordnung festlegen, dass eine Gemeinde während der nächsten Zehnjahresperiode zweisprachig ist, obwohl sie eigentlich einsprachig wäre.“
Die Finnlandschweden in den von finnischsprachiger Bevölkerung dominierten Gemeinden wie Helsinki (schw. Helsingfors) und Turku (Åbo) sind aus der praktischen Notwendigkeit heraus zweisprachig. In den 43 zweisprachigen Gemeinden (wie z. B. Vasa (finn. Vaasa), Borgå (Porvoo), Ekenäs (Tammisaari), Korsholm (Mustasaari) oder Jakobstad (Pietarsaari)), von denen 22 eine schwedischsprachige Bevölkerungsmehrheit haben, kann die schwedische Sprache in allen Angelegenheiten benutzt werden. Die drei Gemeinden Korsnäs, Larsmo (finn. Luoto) und Närpes (Närpiö) auf dem finnischen Festland waren bis 2014 bzw. 2015 einsprachig schwedisch.
Das Sprachengesetz gilt nicht für die 16 Gemeinden der autonomen schwedischsprachigen Provinz Åland.
Siehe auch: Finnische Sprachpolitik, Liste der schwedisch- und zweisprachigen Gemeinden Finnlands

## Unterschiede
Unterschiede zum Reichsschwedischen (rikssvenskan), dem Schwedisch Schwedens, bestehen sowohl in Aussprache, Prosodie (vor allem in der Sprachmelodie), Wortschatz als auch, weniger stark ausgeprägt, in der Grammatik (Syntax und Morphologie).
Während von der Stadtbevölkerung oft gebildetes Finnlandschwedisch, sogenanntes Hochschwedisch, gesprochen wird, dessen Wortschatz sehr dem Reichsschwedischen gleicht, sprechen die Bewohner alter schwedischer Ansiedlungen auf dem Lande in der Regel eher schwerverständliche Dialekte.
Beispiele für Wörter, die sich von ihren Gegenstücken im reichsschwedischen Wortschatz unterscheiden, sogenannte Finnlandismen, sind z. B. (finnlandschwedisch – reichsschwedisch):
- lunta – fuska („pfuschen“)
- få muntur – få en syl i vädret („zu Wort kommen“)
- semla – ljus vetebulle, småfranska („Brötchen“)

Bei der Verständigung zwischen Sprechern des Reichsschwedischen und den Finnlandschweden gibt es einige Fallstricke, wie z. B. falsche Freunde. Einige Beispiele hierfür sind (finnlandschwedisch – reichsschwedisch):
- sätt fast fönstret! – stäng fönstret! („Schließ das Fenster!“, wörtlich „Mach das Fenster fest!“)
- ni slipper att göra det – ni får tillfälle att göra det („ihr habt die Gelegenheit, es zu tun“, in reichsschwedischen Ohren „ihr kommt umhin, es zu tun“)

Auf Grund von Unterschieden in offizieller Terminologie und Umgangssprache zwischen den finnlandschwedischen und reichschwedischen Dialekten musste der Roman Okänd soldat (Der unbekannte Soldat) von Väinö Linna neben der finnlandschwedischen Übersetzung eigens ins Reichsschwedische übersetzt werden.

## Dialekte
Die finnlandschwedischen Dialekte stehen teils dem Ostschwedischen (Zentralschwedischen) und teils dem Nordschwedischen nahe, weisen aber auch systematische Unterschiede zu den Dialekten Schwedens auf. Sie bilden keine Einheit, sondern sind selbst in zahlreiche, sich oft deutlich unterscheidende Ortsdialekte gegliedert.
In den Küstengegenden Österbottens, wo es ungefähr 100.000 Finnlandschweden gibt, sind die Dialekte am ausgeprägtesten. Vergleicht man sie mit den starken Dialekten bzw. Regionalsprachen Schwedens (wie z. B. Pitemål (Bondska), Gutamål und Jämtländisch), so findet man viele Ähnlichkeiten bezüglich ihrer Unterschiede zum Reichsschwedischen. Der bekannteste Dialekt in Österbotten ist der von Närpes.
Gemeinsam sind allen österbottnischen Dialekten die sogenannten „primären Diphthonge“ (-ai, -öy, -au), wie sie auch in Nynorsk und der Isländischen Sprache zu finden sind. Man findet hier auch drei Geschlechter – wie auch in den meisten ländlichen Dialekten auf der schwedischen Seite, aber nicht in der reichs- oder finnlandschwedischen Hoch- oder einer Regionalsprache – und Wörter, die dem reichsschwedischen Wortschatz verlorengegangen sind, sowie neuentstandene Wörter.

## Einfluss der finnischen Sprache
In den in erster Linie finnischsprachigen Gegenden übt die finnische Sprache einen großen Einfluss auf die Alltagssprache der Finnlandschweden (und im Speziellen auf die Jugendsprache) aus, was sich z. B. durch sogenannte Fennizismen bemerkbar macht.
Auch das gebildete Hochschwedisch der Städter wurde und wird vom Finnischen beeinflusst, was vor allem an der Prosodie zu merken ist. Andere Einflüsse auf diese Art des Finnlandschwedischen kamen jedoch auch aus dem Lateinischen, dem Deutschen, dem Französischen und dem Russischen.
In den alten rein schwedischen Siedlungsgebieten Finnlands ist der Einfluss durch die jahrhundertelange Isolation äußerst gering geblieben.